# アフリカウスイロイルカ
アフリカウスイロイルカ（アフリカ薄色海豚、Sousa teuszii）は、クジラ目ハクジラ亜目マイルカ科ウスイロイルカ属に属するイルカである。
他のウスイロイルカ（シナウスイロイルカ（Sousa chinensis）、ウスイロイルカ（Sousa plumbea）が西太平洋およびインド洋に棲息するのに対し、アフリカウスイロイルカは東大西洋に棲息する。

## 概要
アフリカウスイロイルカ（Sousa teuszii）の体色は生息域によって異なるが、およそ背は灰色で、喉や腹部は明るい灰色である。
背中に瘤（こぶ）のような隆起があり、その上に背びれがある。
口吻は細長い。
成体の体長は2mから2.5m、体重は150kgから200kgである。
生まれた直後の体長は1m程度である。
生息域は、アフリカ大陸の西側の亜熱帯から熱帯にかけての浅い海域である。
一部のアフリカウスイルカはニジェール川などの河川にも棲息することわかっているが、淡水域に分離されている群が存在するかどうかは不明である。
通常は5頭から7頭程度の群を成して行動するが、25頭程度の大きな群を成すこともある。
IUCNのレッドリストでは他のウスイロイルカ類とともにDD（Data Deficient、情報不足）に分類されている。